# Action Learning
Action Learning er en dialogbaseret læringsmetode og undervisningsform, der er baseret dels på David Kolb’s læringscyklus, dels på Action Learning metoden, der blev udviklet af professor ved Cambridge University, Reg Revans. Action Learning som undervisningsform ses anvendt i større og større grad – ofte på lederuddannelser og enkelte steder også på længerevarende, videregående uddannelser. 

## Læringscyklus
Action Learning tager bl.a. afsæt i David A. Kolb's teorier om læring – herunder hans læringscyklus. 
Kolbs teori er, at for at læring finder sted, skal man gennemgå en fire trins cyklus: Oplevelse → refleksion/observation → abstrakt konceptualisering → aktiv eksperimentering. Forandrende læring forekommer, når man kommer hele vejen rundt gennem cirklen. 
Ud fra Kolbs model er der udviklet læringsmetoder, der aktivt engagerer deltagerne til at anvende teori, viden og begreber – ikke kun i tests og prøver, men også i konkrete oplevelser og i refleksion.

## Action Learning – filosofi, teori og metode
Ophavsmanden til Action Learning er Reg Revans. Action Learning er en læringsproces, hvor deltageren undersøger egne handlinger og erfaringer for at forbedre sine præstationer. Dette gøres i samarbejde med andre og i mindre grupper – også kaldet Action Learning Sets. Det er Revans tese, at vi lærer mest og bedst ved at arbejde med aktuelle problemer i situationer, hvor man modtager en hurtig og klar feedback på beslutninger – helst i samarbejde med andre, der er i en lignende situation. 

### Vigtige teoretiske pointer
Revans skelnede mellem ’teoretiske problemstillinger’ og ’virkelige problemer’, hvor Action Learning er i stand til at løse virkelige problemer ved eksempelvis at forbedre produktivitet og moral blandt medarbejdere frem for at løse teoretiske problemstillinger i produktion af årsregnskaber, statusrapporter mv. Han fandt også frem til, at der var forskel på intelligens og visdom, som kommer til udtryk gennem indsigtsfulde spørgsmål. Han demonstrerede, at den effektive læring opstår i samspil med andre. Netop på den baggrund bliver ’Action Learning Sets’ benyttet flittigt i forskellige Action Learning forløb.

### Andre nøgleforfattere
Nøgleforfattere i England er Mike Paedler og Alan Mumford, og i USA er emnet behandlet af forfattere som Michael Marquardt og Joe Raelin. Revans opnåede stor anerkendelse i Belgien, hvor han kombinerede højere uddannelsesforløb med industrien, hvilket skabte resultater i form af et fornyet boost til nationaløkonomien. Revans’ teori om Action Learning blev citeret af Stuart Crainer som en af de 75 største ‘Management Decisions Ever Made’ i hans bog af samme navn.

### En utraditionel metode
Action Learning står i kontrast til mere traditionelle læringsmetoder, som fokuserer på demonstration af viden og færdigheder. Metoden har i højere grad fokus på at generere ny viden gennem konkrete handlinger, som fører til nye og forbedrede kompetencer og præstationer. Action Learning flytter dermed fokus fra underviseren over på deltageren.

### Optimering af uformelle læringsprocesser
Action Learning har fokus på den uformelle læring, og hvordan den kan styrkes på en bevidst måde ved at lade læringen foregå i en fælles, genkendelig og struktureret ramme. Det gør den enkelte i stand til at udvikle sig i den retning og med den hastighed, som er optimalt for ham/hende. Uformel læring er personlig, da det er individet, der tager ansvar for egen udvikling og læring.

## Action Learning på formel – at stille spørgsmål skaber viden
Q består af 4 'hovedspørgsmålstyper':
- Hvor
- Hvem
- Hvornår
- Hvad

Og tre mindre spørgsmålstyper:
- Hvorfor
- Hvor mange
- Hvor meget?

## Fundamentet for et Action Learning læringsmiljø
For at Action Learning processer kan fungere optimalt, skal følgende grundelementer være tilstede i læringsmiljøet:
- Problem/spørgsmål

Hver deltager skal have formuleret et problem eller ‘spørgsmål’, som er væsentligt nok til retfærdiggøre, at det også er i organisationens interesse som helhed at få løst det pågældende problem
- Sets

Begrebet ‘set’ benyttes i Action Learning teorien som betegnelse for gruppen af deltagere. En Action Learning gruppe består typisk af 20-40 personer. Hvert set er yderligere opdelt i undergrupper bestående af 5-7 deltagere hver. Hovedparten af læringen foregår i undergrupperne. Hovedgruppen mødes typisk med jævne mellemrum – hver 6.-8. uge – og undergrupperne i intervalerne mellem de fælles møder. 
- Spørgeteknik

Noget af det centrale i Action Learning forløbet er den sokratiske spørgeform. Undergrupperne støtter hinanden i den individuelle problemløsning og læringsproces ved hjælp af denne spørgeteknik.
- Læring

For at læring skal kunne finde sted under Action Learning forløbet, skal der være tid til refleksion. Det er undervisernes opgave at sikre, at løbende refleksion – og dokumentation af disse – finder sted i grupperne. Derfor skal deltagerne blandt andet løbende nedfælde deres refleksioner i en såkaldt ‘learning log’, som fungerer som en slags personlig dagbog over forløbet. 
- Underviser

Underviseren fungerer som coach eller facilitator for gruppen. Han eller hun støtter deltagerne i at arbejde med Action Learning ved at guide deltagerne i spørgeteknik og opmuntre dem til refleksion over og dokumentation af deres erfaringer.